# ヒューバート・G・シェンク
ヒューバート・G・シェンク（Hubert G. Schenck、1897年9月24日 - 1960年6月19日）は、昭和前期の日本で活躍したアメリカ合衆国の地質学者、軍人である。連合国最高司令官総司令部（GHQ）天然資源局長を務めた。

## 経歴・人物
テネシー州メンフィスの生まれ。オレゴン大学で地質学を学んだ後、カリフォルニア大学大学院を修了する。その後、軍の道を開き第一次世界大戦に従軍し、戦後フィリピン政府内の科学局を務めた。1924年からはスタンフォード大学で教鞭を執り、1937年からは石油会社に勤務しながらイランやアフガニスタン等で古生物の調査にあたった。
1943年からは再度軍の道を開き、第二次世界大戦に従軍した。戦後の1945年（昭和20年）に来日し、同年10月より連合国最高司令官総司令部の天然資源局長を務めた。また、同時期に日本での鉱物や農業の調査にあたり、農地改革に携わった。1951年（昭和26年）に離日し、台湾で相互安全保障使節団長を務めた。その後軍の道を退き、帰国しフーヴァー研究所に務め、再度スタンフォード大学で教鞭を執った。